# Paul von Klingenberg (der Jüngere)
Paul von Klingenberg (der Jüngere) (* 3. August 1659 in Hanerau; † 3. April 1723) war ein dänischer Gutsbesitzer und Jurist.

## Leben
Paul von Klingenberg war der älteste Sohn des Kaufmanns und dänischen Generalpostmeisters Paul von Klingenberg und dessen Frau Elisabeth (1637–1663), einer Tochter des Hamburger Kaufmanns Albert Baltzer Berns/Behrens (1602–1652) und Nichte von Gabriel Marselis. Die letzten Lebensjahre seines Vaters waren überschattet von dessen finanziellen Problemen und ökonomischem Kollaps. Paul von Klingenberg musste mit ihm vor Gericht um sein mütterliches Erbe streiten.
Er selbst studierte Rechtswissenschaften und wurde 1687 Justizrat. 1689 erhielt er Sitz und Stimme im Højesteret, Dänemarks höchstem Gerichtshof. 1710 wurde er zum Etatsrat und 1717 zum Konferenzrat ernannt.

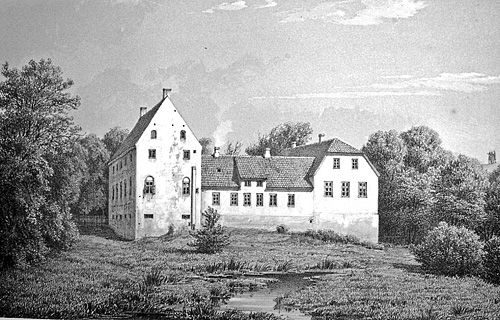
Schloss Højris

Klingenberg besaß zahlreiche Güter: Tersløsegård (Tersløse Sogn, 1683–1723), Ørum (1685), sein Erbgut Højris auf Mors (1690–1723), Lund auf Mors (–1723), Rostrup, Hundborg Herred (–1704) und Blidstrup auf Mors (1705–1723). Auf Højris führte er das Gartentagebuch seines Vaters fort, das heute als außerordentliches Dokument der Gartengeschichte gilt. Der dortige Garten wurde, wie zuvor der in Hanerau,  „zu einem der berühmtesten Gärten in ganz Nordeuropa“.
In erster Ehe war er verheiratet mit Edel Elisabeth Bielke/Bjelke (1664–1708), einer Tochter des dänischen Reichsadmirals Henrik Bjelke. In zweiter Ehe heiratete er Ulrike Auguste von Speckhan (1677–1758), eine Tochter des Stiftsamtmanns von Ribe Frantz Eberhard von Speckha(h)n (1628–1697) und dessen zweiter Frau Elisabeth, geb. von Raben (1640–1697), Hofdame der Königin Sophie Amalie. Zu den Kindern aus erster Ehe zählen:
- Henrik von Klingenberg (* 1685; † 1716), Justizrat ⚭ Marie Charlotte Amalie Giedde
- Frederike Klingenberg (* 1699; † 1755) ⚭ Alexander Tilemann von Heespen (1677–1738) auf Hemmelmark, Rat am Obergericht Gottorf

Porträts der Familie befinden sich in der Sammlung des Gutes Deutsch-Nienhof.